# Saint-Agnan (Yonne)
Saint-Agnan is een gemeente in het Franse departement Yonne (regio Bourgogne-Franche-Comté) en telt 774 inwoners (1999). De plaats maakt deel uit van het arrondissement Sens.

## Geografie
De oppervlakte van Saint-Agnan bedraagt 13,2 km², de bevolkingsdichtheid is 58,6 inwoners per km².
De onderstaande kaart toont de ligging van Saint-Agnan (Yonne) met de belangrijkste infrastructuur en aangrenzende gemeenten.

## Demografie
Onderstaande figuur toont het verloop van het inwonertal (bron: INSEE-tellingen).
1. ↑  Populations de référence 2022.